# Guinevere Van Seenus
Guinevere Van Seenus (15 de septiembre de 1977) es una modelo estadounidense y artista de maquillaje.

## Primeros años y carrera
Van Seenus nació en un Boston, Massachusetts y creció en Washington D. C. antes de mudarse a Santa Bárbara (California) con su familia. Después de empezar a modelar para catálogos a la edad de 15 años, Van Seenus se convirtió en una modelo de primera gracias a su trabajo con Mario Testino en 1995. En 1996, Van Seenus realizó su primera portada von W junto a Amy Wesson.
A través de su carrera, Van Seenus ha figurado en campañas de Prada, Versace, Jil Sander, Chanel, Kenzo, Missoni y más. Ha aparecido en las portadas de Vogue Italia, i-D y Dazed & Confused.
Van Seenus ha sido fotografiada por Steven Meisel, Mario Testino, Craig McDean, Patrick Demarchelier, Inez van Lamsweerde y Vinoodh Matadin, Mert and Marcus, Irving Penn y Paolo Roversi.
En 2011, Van Seenus se volvió el rostro de la campaña de 2012 de Miu Miu's resort, reemplazando a Hailee Steinfeld.